# Laura Barberis
Laura Barberis (Rivoli, 29 settembre 1994) è una calciatrice italiana, attaccante del Torino.

## Caratteristiche tecniche
Attaccante di movimento che ama svariare su tutto il fronte di attacco.

## Carriera
Cresciuta nelle giovanili del Torino, fa il suo esordio in Serie A al termine della stagione 2010-2011 a salvezza ottenuta. Viene inserita nella rosa della prima squadra nella stagione 2012-2013.
Con il Torino ha vinto due campionati Primavera, il primo nella stagione 2010-2011 in finale contro il Brescia; il secondo nella stagione 2011-2012 contro il Firenze saltando la finale per squalifica.
Nell'estate 2013 si accorda con la Juventus Torino che è alla ricerca di nuove giocatrici per rinforzare il proprio organico ed affrontare la stagione entrante di Serie B. Con le bianconere rimane una sola stagione, collezionando 20 presenze e realizzando 2 reti e raggiungendo la settima posizione nel Girone A.
La stagione successiva passa all'Alba, dove rimane per una sola stagione. A fine campionato l'Alba non presenta la domanda di iscrizione alla Serie B e  Barberis, svincolata, torna al Torino.

## Palmarès giovanili
- Campionato Primavera (calcio femminile): 2

Torino: 2010-2011, 2011-2012